# 1926 Demiddelaer
1926 Demiddelaer este un asteroid din centura principală, descoperit pe 2 mai 1935 de Eugène Delporte.